# Мира (Лікія)

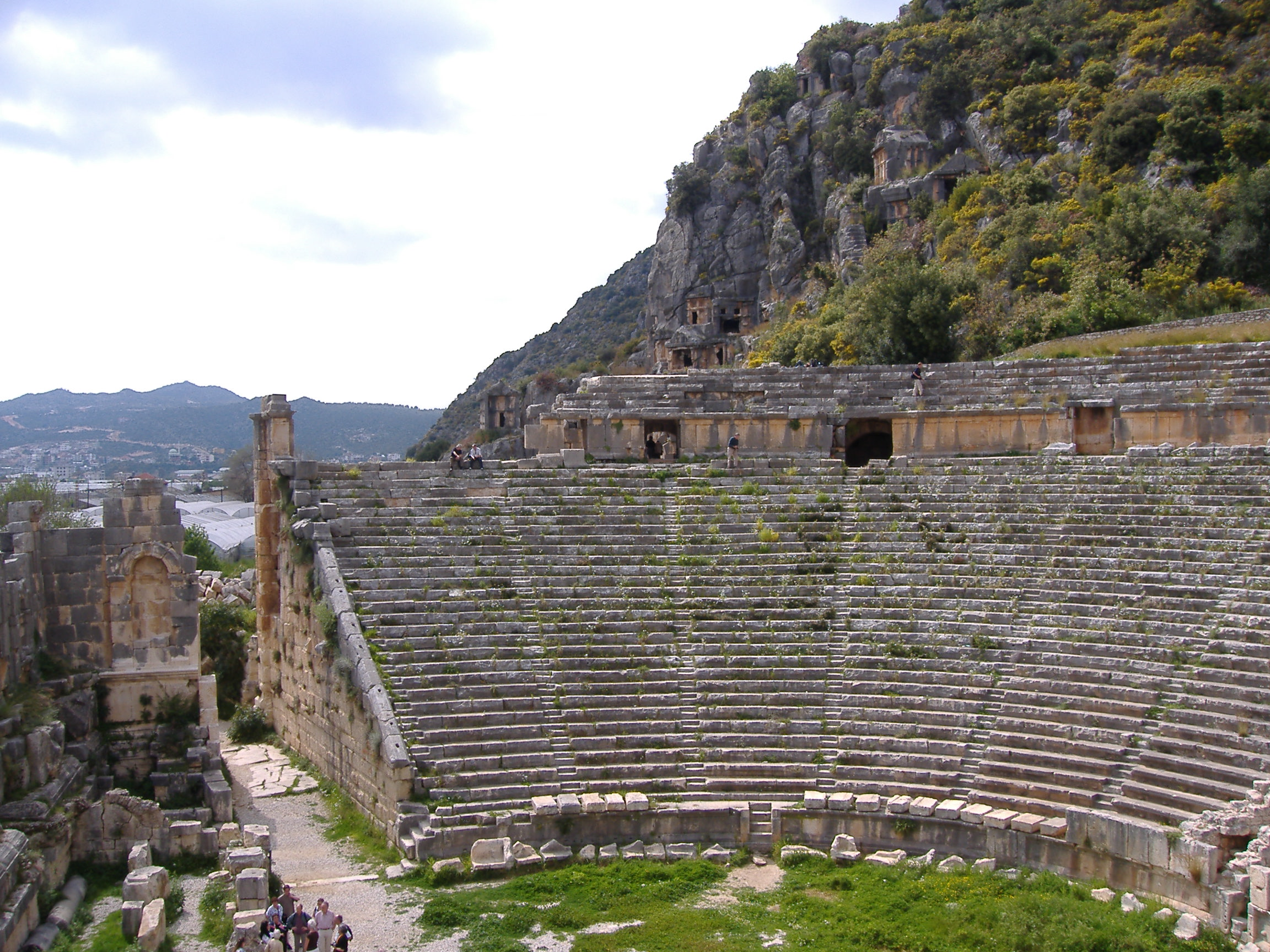
Давньогрецький театр у Мірі

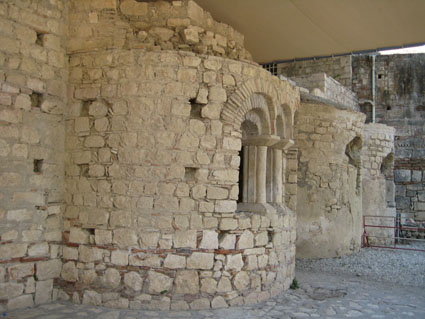
Церква Святого Миколи в Демре

Ми́ра (грец. Μύρα, лат. Myra) — стародавнє місто в Лікії. Розташовувалося на південному заході Малої Азії, поблизу сучасного містечка Демре, провінція Анталія, Туреччина. Входило до складу Римської імперії та Візантії. Столиця римської провінції Лікія. Колишній центр Мирського єпископства. Зруйноване у VII столітті. Також — Міра, Мири (Міри) Лікійські

## Історія
Уперше згадується у хеттських документах як столиця незалежної держави на чолі з царем.
За античних часів була одним із найбільших лікійських міст, карбувала власну монету, фактично очолювала Лікійський союз. Неподалік від міста розташовувалося поселення Сура (Джерело, що б'є ключем) і прісне джерело з тією ж назвою. Тут було зведено храм Аполлона, де розташовувався оракул, який пророкував порибам, що заходили в затоку біля Сури.
У 43 році увійшла до складу Римської імперії. Єпископом Міри в добу правління імператорів Діоклетіана і Костянтина Великого був Святий Миколай. Досі зберігся саркофаг святого, мощі з якого італійські моряки 1087 року вивезли до Барі. Попри це, саркофаг залишається місцем прощі.
У сусідньому містечку Демре встановлені три пам'ятники на честь святого Миколая. Двічі на рік тут проходить богослужіння на вшанування угодника під егідою патріарха Константинопольського.
З часів імператора Феодосія I — столиця римської провінції Лікія.
Місто занепало у VII столітті внаслідок замулювання річки Мірос. Остаточно зруйноване під час нападів арабів.
Донині збереглися руїни міських будівель, найбільший інтерес являє театр, серед сучасних будівель — храм Миколая Чудотворця.